# Rémi
Rémi is het tweede studioalbum van de Nederlandse rapper Ronnie Flex. Het album werd op 30 juni 2017 uitgebracht onder het Top Notch label. Het album is volledig door Ronnie Flex en Boaz van de Beatz geproduceerd. Er staan gastoptredens op van Jonna Fraser, Mr. Polska, Boef, Brace, Frenna, Sevn Alias, KM, Def Major, Jiri11, Murda Turk, Lil' Kleine (Jorik Scholten), Tabitha en Abira. Het album wist zonder aankondiging op nummer 1 binnen te komen in de Album Top 100.

## Tracklist
Alle muziek is geschreven door Ronnie Flex & Boaz van de Beatz.
| Nr. | Titel                                                      | Duur |
| --- | ---------------------------------------------------------- | ---- |
| 1.  | In de armen van een engel (met Jonna Fraser en Brace)      | 3:25 |
| 2.  | Spook                                                      | 2:40 |
| 3.  | BF (met KM en Abira)                                       | 4:12 |
| 4.  | Jouw seizoen (met Jonna Fraser)                            | 3:05 |
| 5.  | In mijn bed                                                | 3:06 |
| 6.  | Volg me (met Lil' Kleine en Mr. Polska)                    | 3:32 |
| 7.  | Dichterbij me (met Murda Turk, Abira, Def Major en Jiri11) | 3:11 |
| 8.  | Opgekomen (met Sevn Alias)                                 | 3:38 |
| 9.  | Energie (met Frenna)                                       | 2:46 |
| 10. | Is dit over (met Tabitha)                                  | 3:16 |
| 11. | Come again (met Boef)                                      | 3:18 |
| 12. | Achteruit                                                  | 3:15 |
| 13. | Plek als dit                                               | 2:53 |
| 14. | Red me (met Tabitha)                                       | 3:04 |
| 15. | Jij/mij                                                    | 4:06 |